# 美しいキモノ
『美しいキモノ』（うつくしいキモノ）とは、ハースト婦人画報社が発売する着物専門誌である。年4回、2月、5月、8月、11月20日発売。

## 概要
1953年11月、婦人画報社より女性向け情報誌『婦人画報』の増刊として第1集が発行される。初代編集長は熊井戸立雄で、後年、「きものは伝統に根ざすだけでなく、世界にはばたく文化性をもっている。やがて世界の衣裳になるに違いない。で、『美しいキモノ』という題名に決まった」と語っている。創刊号は1週間で完売するほど人気だった。
現在は2月20日に春号、5月20日に夏号、8月20日に秋号、11月20日に冬号を発行している。ウェブサイト「婦人画報デジタル」にも「美しいキモノ」ページがある。